# Тім Вальтер
Тім Ласло Вальтер (нім. Tim Laszlo Walter, нар. 8 листопада 1975, Брухзаль) — німецький футбольний тренер. 

## Життєпис
У червні 2019 року Вальтер став новим головним тренером «Штутгарта». Його було звільнено 23 грудня 2019 року. З сезону 2021/22 новий головний тренер «Гамбурга». У лютому 2024 року звільнений з посади головного тренера «Гамбурга».